# Gibba
Gibba is een geslacht van uitgestorven kreeftachtigen uit de klasse van de Ostracoda (mosselkreeftjes).

## Soorten
- Gibba agnesae Schallreuter & Schaefer, 1987 †
- Gibba alata (Abushik, 1971) Schallreuter & Schaefer, 1987 †
- Gibba bodei (Eichenberg, 1931) Schallreuter & Schaefer, 1987 †
- Gibba carina (Abushik, 1971) Schallreuter & Schaefer, 1987 †
- Gibba falcigera (Weyant, 1966) Schallreuter & Schaefer, 1987 †
- Gibba jargarensis (Abushik & Trandafilova, 1977) Schallreuter & Schaefer, 1987 †
- Gibba latispinosa (Pribyl, 1952) Schallreuter & Schaefer, 1987 †
- Gibba lievinensis (Barrois, Pruevost & Dubois, 1922) Schallreuter & Schaefer, 1987 †
- Gibba merenbergensis (Dahmer, 1926) Schallreuter & Schaefer, 1987 †
- Gibba schmidti (Eichenberg, 1931) Schallreuter & Schaefer, 1987 †
- Gibba spinosa (Fuchs, 1919) Schallreuter & Schaefer, 1987 †
- Gibba tetrapleura (Fuchs, 1915) Schallreuter & Schaefer, 1987 †